# MAS 38
MAS 38 (фр. Manufacture d'armes de Saint-Étienne) — французький пістолет-кулемет періоду Другої світової війни.

## Історія

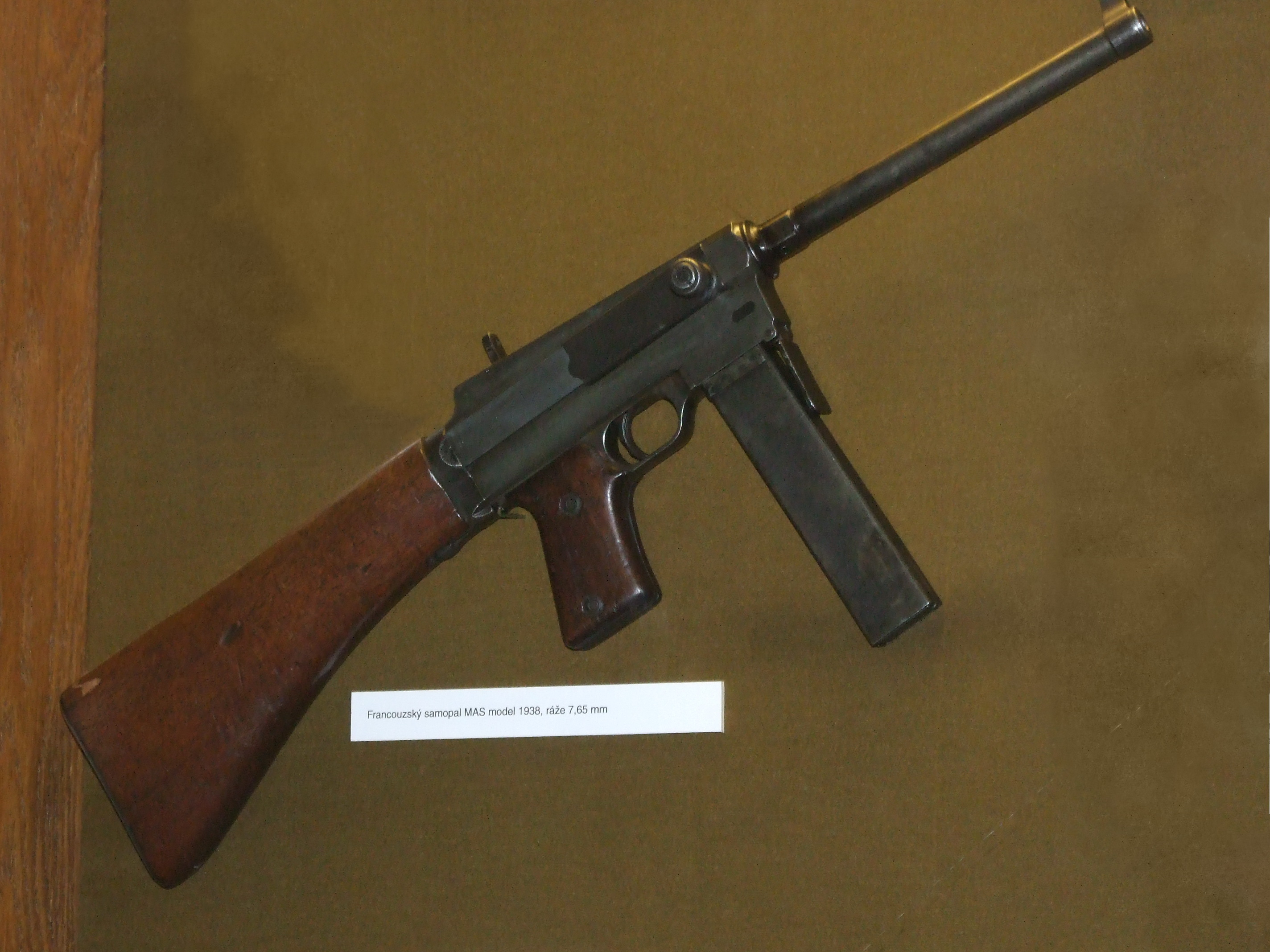
MAS 38 у Пражському музеї

MAS 38 випускався на початку війни, коли Франція вже була частково окупована. Під час німецької окупації завод не діяв, але MAS-38 використовувався в обмежених кількостях деякими частинами Вермахту під індексом MP.722(f). Наприкінці 1940-х і на початку 1950-х ця зброя нарівні з пістолетами-кулеметами Томпсона застосовувалося французькими військами в Індокитайській війні. Деякі трофейні зразки MAS 38 були перероблені в'єтнамськими партизанами під звичний патрон 7,62×25 мм ТТ. У самій Франції він був пізніше замінений на більш досконалий MAT-49.
Зброя відрізнялася високою якістю виготовлення , будучи, як і багато зразків ПП часів 30-х років, виготовленою методом фрезерування замість набагато більш технологічного штампування. Це призвело до порівняно високої собівартості для зброї з низькою ефективністю набою та невисокою дальністю стрільби. Внаслідок цього зброя не вироблялася у значних кількостях. До поразки Франції 1940 року було виготовлено менше 2000 штук. Після закінчення Другої світової війни збройовий завод у Сент-Етьєні продовжив випуск MAS-38 аж до 1949 року.

## Конструкція
Пістолет-кулемет MAS-38 побудований на основі автоматики з вільним затвором, стрільба ведеться з відкритого затвора і лише автоматичним вогнем. Рукоятка зведення затвора розташована праворуч.
З недоліків цієї зброї можна вказати відсутність захисного кожуха ствола та мала потужність набою 7,65x20 мм(порівняно з яким пістолетні набої 7,62×25 мм ТТ радянських ПП або 9 мм німецьких мали на 50 % більшу потужність, що для військових дій мало велике значення), але його великий приклад можна було успішно використовувати у рукопашному бою.

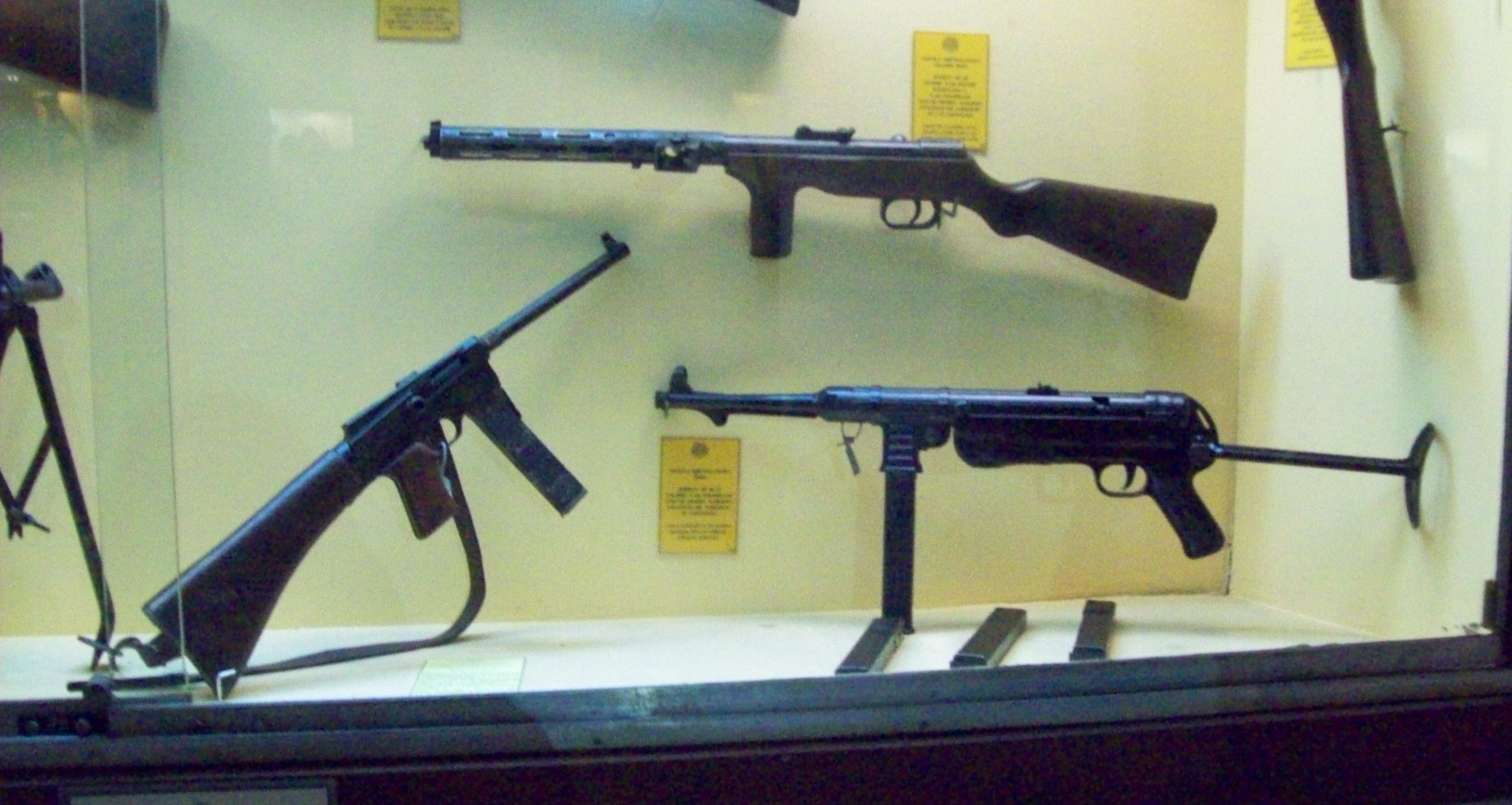
MAS 38 (зліва)

ПП MAS-38 був досить компактною зброєю (623 мм порівняно з ППШ (843 мм) або MP38/40 (833мм з розкладеним прикладом), тобто за розміром цей ПП був меншим, ніж дуже популярний (за своєю компактністю). 650 мм) з дерев'яним прикладом).

## Бойове застосування
28 квітня 1945 року з MAS-38 Вальтером Аудізіо було розстріляно італійського диктатора Беніто Муссоліні.

## Оператори
- Буркіна-Фасо[3]
- Центральноафриканська Республіка
- Франція
- Сенегал[4]
- В'єтнам
- Третій Рейх